# 柴田町立槻木小学校
柴田町立槻木小学校（しばたちょうりつ つきのきしょうがっこう）は宮城県柴田郡柴田町槻木駅西二丁目にある公立小学校である。学級数は19学級、在籍児童数は454人（2022年4月1日現在）。

## 概要
柴田町の北部（旧槻木町）のうち、槻木中心部を主に学区としている。特色ある教育活動として、大河原教育管内（仙南地域）で唯一の吹奏楽部が存在する。
2022年4月1日時点での学級数は19学級、在校児童数は454人であり、特別支援学級として「つくし」組が4学級存在する。現在の特別支援学級の前身となったのは1948年に始まった「特殊学級」での教育とされ、知的障害を持つ児童への教育としては宮城県で初めて設置されたものである。
槻木小学校には「あぶくま児童会」と呼ばれる児童会が存在する。イメージキャラクターは「あぶくマン」。

### 校舎
現在の槻木小学校の校舎は1976年に新築移転されたものであり、約29,000平方メートルの敷地に6700平方メートルの床面積を持つ。当時で最新鋭の学校建築計画論に基づき、低学年棟と中高学年棟を分離させ、体育館を中高学年棟と管理棟の間に設けるという珍しい形を取っている。

### 校章・校木・校歌

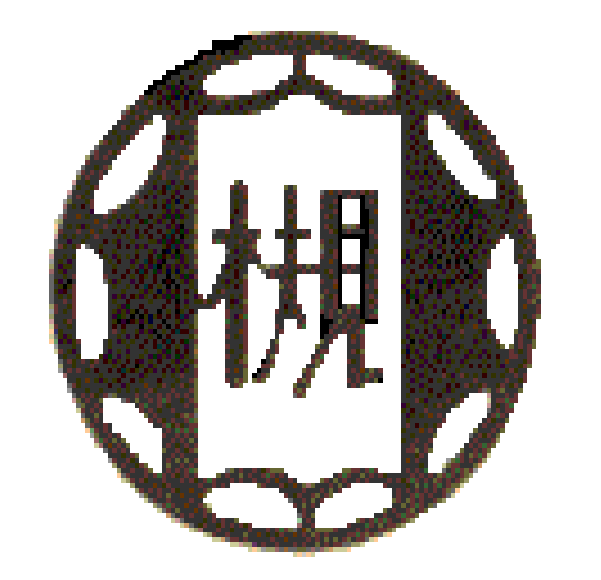
柴田町立槻木小学校の校章

#### 校章

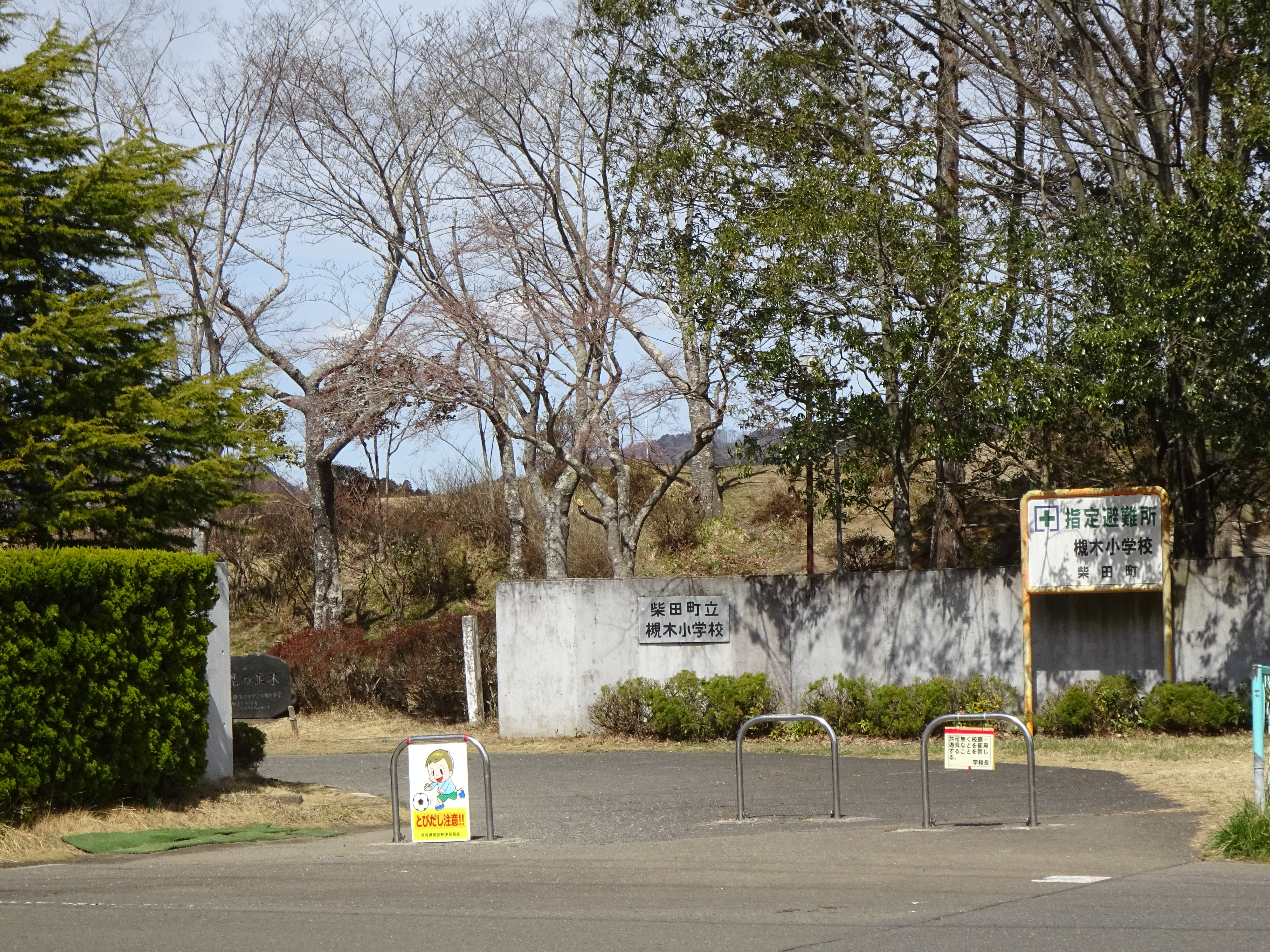
校門とツキノキの並木

槻木という地名にちなみ、ツキノキの葉をデザインし、中心に槻木の「槻」の字を据え、「児童がツキノキのように伸びやかにたくましく健やかに育ってほしい」という願いが込められているとしている。また、槻木小学校の正門から玄関に向かう通路には、校章にちなみ20本余のツキノキ並木が林立している。

#### 校木
校木として「メタセコイヤ」が1980年10月1日に制定されている。現在の校舎昇降口横に聳えるメタセコイヤは現在高さ21m、根回り2.5ｍであり、1977年2月1日に旧校地（現在の槻木保育所付近）から移植された。

#### 校歌
現在の校歌は槻木尋常小学校時代の1938年4月に制定されたものである。作詞は平間初男、作曲は田村信義。

### 合唱曲「槻木の詩」
槻木小学校には1994年秋に在職していた教職員が作詞作曲を手掛けた「槻木の詩」と呼ばれる合唱曲が存在する。槻木の詩は「メタセコイアの樹の下で」「六兵衛地蔵さん」「槻木の讃歌」の3曲で構成され、毎年4年生の児童が歌い継いでいる。

### 鼓笛隊
槻木小学校には鼓笛隊が存在し、代々6年生の児童が演奏を行っている。

## 沿革
現在の校舎は1976年に完成したものであり、槻木駅西に移転する以前は現在の槻木保育所・槻木体育館付近（槻木下町二丁目6）に校舎を構えていた。

### 年表

#### 創立から戦前・戦時中まで
- 1873年（明治6年）- 槻木小学校が開校する。
- 1889年（明治22年）4月1日
  - 町村制施行に伴い槻木尋常小学校に改称される。
  - 槻木村五分教場、船岡尋常小学校舟迫支校が槻木尋常小学校舟迫分教場になり槻木尋常小学校の附属となる。
- 1892年（明治25年）4月 - 槻木尋常高等小学校に改称される。
- 1925年（大正14年）- 槻木尋常高等小学校四日市場分教場が閉校し、槻木尋常高等小学校富上分校となる。
- 1938年（昭和13年）4月 - 校歌が制定される。
- 1941年（昭和16年）4月 - 槻木国民学校に改称される。

#### 戦後から現在まで

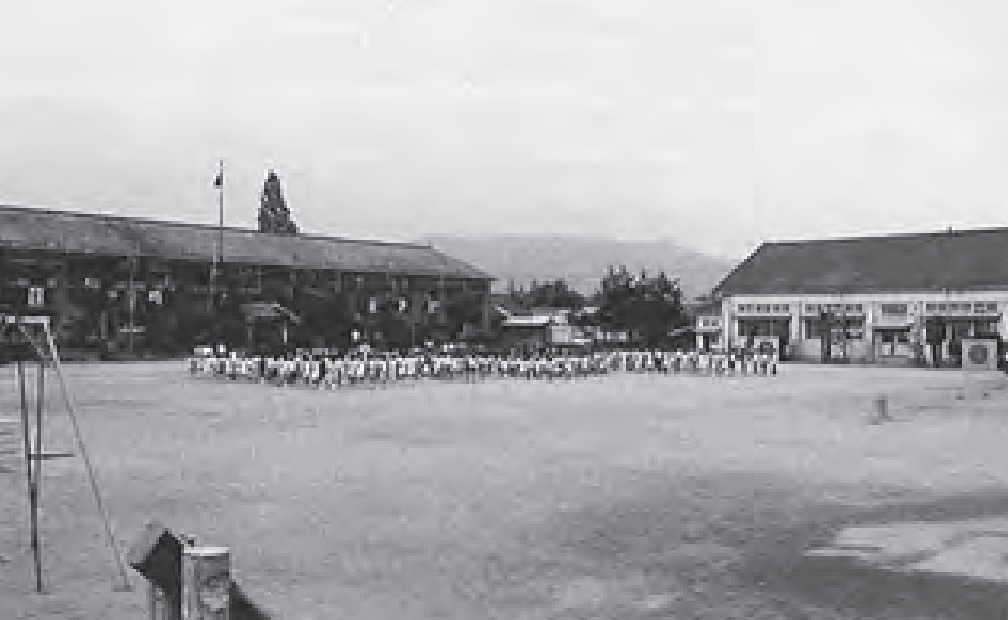
移転前の槻木小学校（1955年頃）

- 1947年（昭和22年）- 国民学校廃止に伴い、槻木町立槻木小学校に改称される。
- 1948年（昭和23年）- 宮城県で初めて知的障害を持つ児童への教育として「特殊学級」が設置される[2]。
- 1953年（昭和28年）- 富上分校が増築される。
- 1956年（昭和31年）4月1日 - 船岡町と槻木町が合併し柴田町が成立したことに伴い、柴田町立槻木小学校に改称。
- 1957年（昭和32年）- 槻木小学校舟迫分教場が船岡小学校舟迫分校となる。
- 1966年（昭和41年）2月 - 学校給食を開始[6]。
- 1976年（昭和51年）
  - 槻木小学校富上分校が閉校し槻木小学校に統合される。
  - 8月 - 新校舎が現在の場所に完成する。
- 1977年（昭和52年）2月1日 - 旧校地より現在地にメタセコイヤが移植される[1]。
- 1980年（昭和55年）10月1日 - 校木として「メタセコイヤ」が制定される[1]。
- 1982年（昭和57年）10月 - 槻木経済クラブの20周年事業として20本ほどのツキノキが植樹される[1]。
- 1986年（昭和61年）- 槻木小学校教員がサッカーチーム「槻木FC」を発足させる[7]。
- 1994年（平成6年）- 合唱曲「槻木の詩」が完成する[5]。
- 2013年（平成25年）- 東日本大震災の影響で校庭の遊具群である「冒険ランド」が解体される[8]。

## 学区
学区（通学区域）は以下の通りである。
| 町丁・大字   | 丁目・小字 |
| ------------ | --- |
| 槻木新町     | 1丁目 |
| 槻木上町     | 1丁目・2丁目・3丁目 |
| 槻木下町     | 1丁目・2丁目・3丁目 |
| 槻木白幡     | 1丁目・2丁目・3丁目・4丁目・5丁目 |
| 槻木西       | 1丁目・2丁目・3丁目 |
| 槻木東       | 1丁目・2丁目・3丁目 |
| 槻木駅西     | 1丁目・2丁目・3丁目 |
| 松ケ越       | 1丁目・2丁目 |
| 大字槻木     | 字新葛岡・字中谷地・字東・字葛岡・字浜井場・字前山・字余目・字余目山・字舘前・字鏡田・字新遠島・字乳子墓・字新小井戸・字遠島前・字遠島入・字遠島・字新松崎・字洞ノ上・字新田町前・字丸山・字萱ケ崎・字北谷地・字寺入山・字燕石・字花不見沢・字新畑中・字焼檀・字新白幡・字中原・字新余目・字新舘前・字南遠島・字西葛岡・字下沼(4、6以外)・字燕田・字台前・字中江前・字新田 |
| 大字四日市場 | 全域 |
| 大字上川名   | 全域 |
| 大字富沢     | 全域 |
| 大字船迫     | 字仮又坂・字庚申前・字柳松・字土平・字釜ケ入・字台・字日千台・字千代川・字日光・字上泥田・字下泥田・字大石・字沼ノ内・字中ノ内・字荒屋敷・字上丹波・字下丹波・字内余川・字泥田・字中丹波・字千代ノ台・字大石前・字大田・字釜沢・字新朴木・字田小路前・字丹波・字中沼・字弁天・字坂ノ下・字川前・字余川・字新千代ノ川                                                       |

## 卒業後
公立中学校の場合は柴田町立槻木中学校へ進学する。槻木中学校では柴田町立柴田小学校学区の生徒と共に学生生活を送る。

## アクセス
- 東日本旅客鉄道東北本線・阿武隈急行阿武隈急行線の槻木駅西口から徒歩約8分（約600m）。

## 周辺
- 宮城県道52号亘理村田蔵王線
- 槻木駅
- マルトモ仙台第一工場・仙台第二工場